# Маслово (Куртамиський округ)
Ма́слово (рос. Маслово) — село у складі Куртамиського округу Курганської області, Росія.
Населення — 284 особи (2010, 453 у 2002).
Національний склад станом на 2002 рік:
- росіяни — 99 %